# Notariatsinstrument

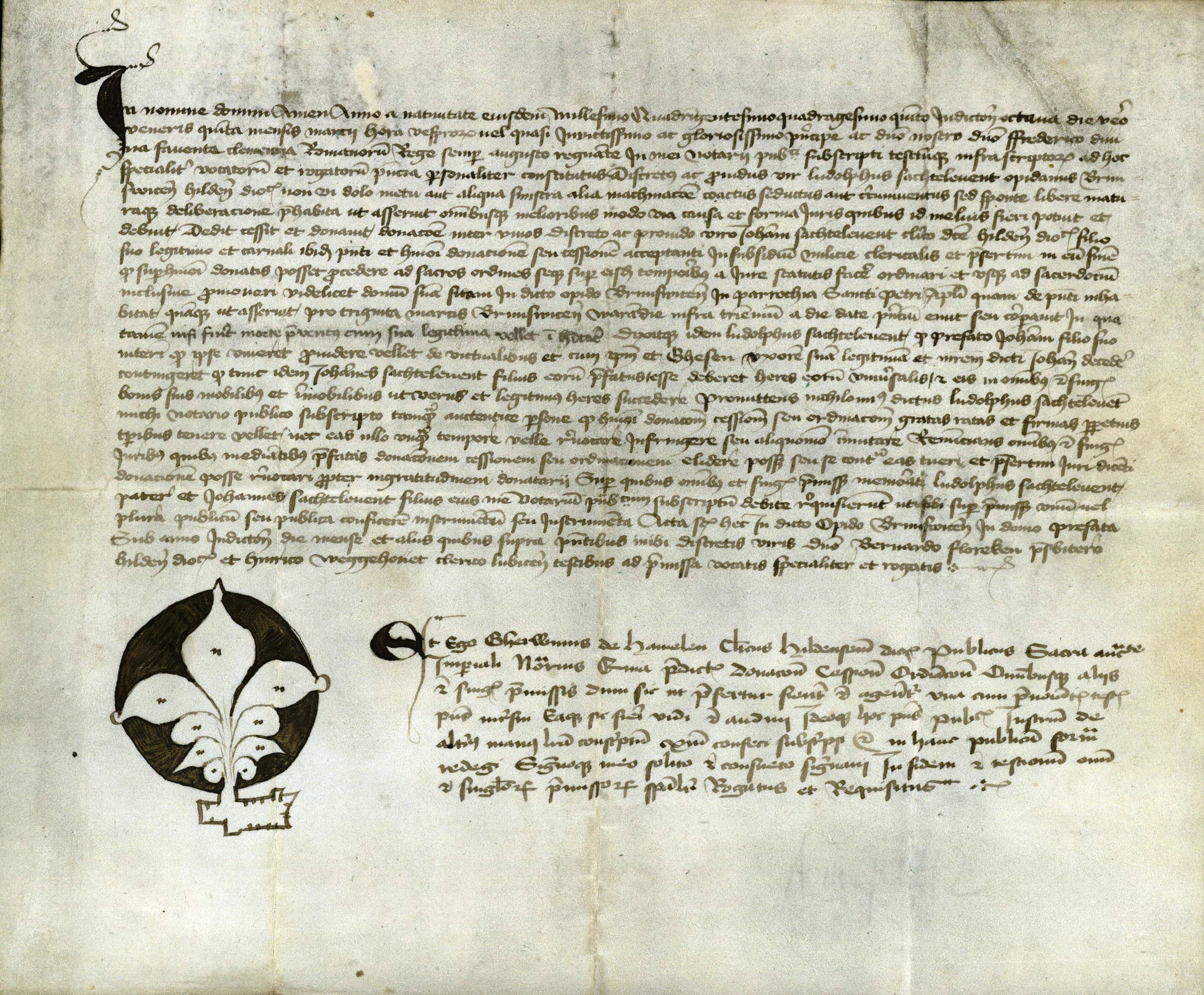
Notariatsinstrument Gerwins von Hameln vom 5. März 1445 mit seinem Notariatssignet

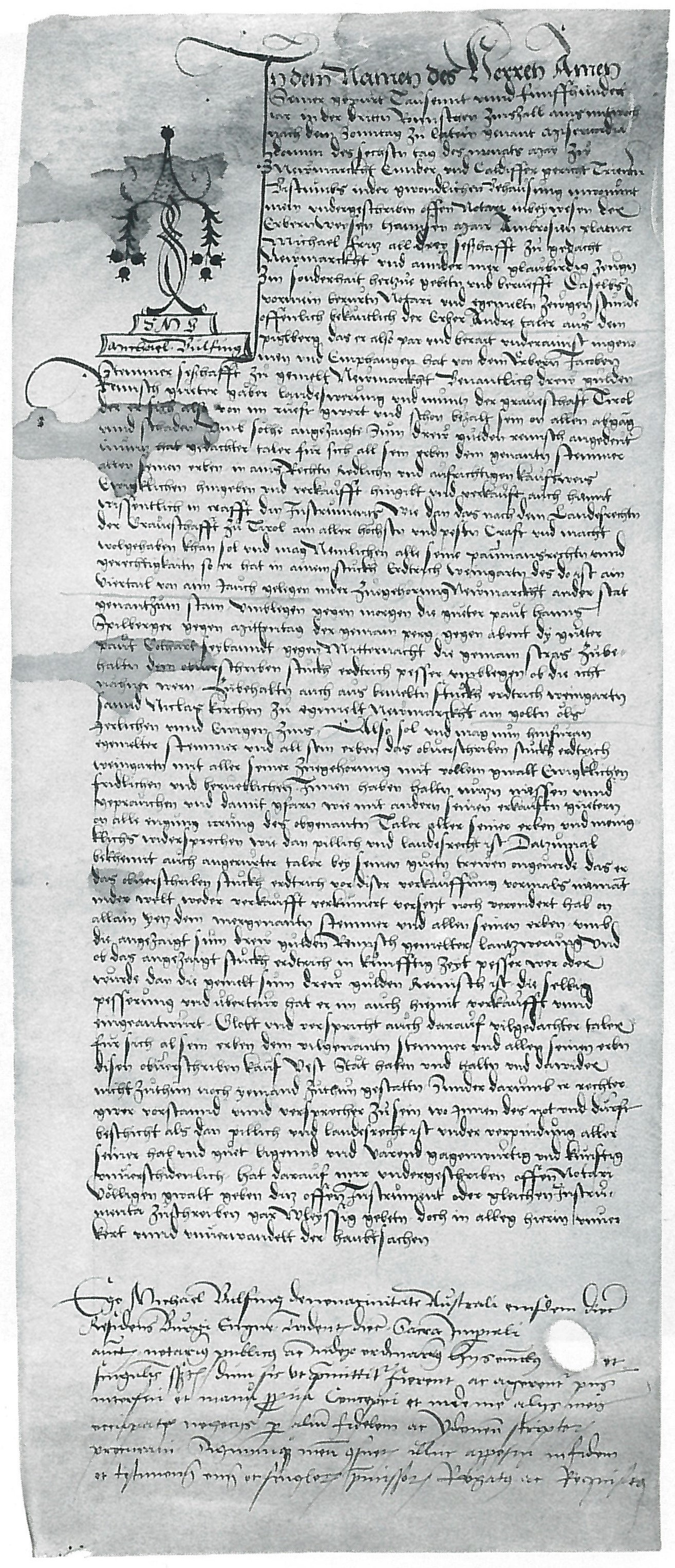
Deutschsprachiges Notariatsinstrument des Neumarkter Notars Michael Wulfing (aus Wiener Neustadt stammend) vom 6. Mai 1500, mit lateinischer Subscriptio

Als Notariatsinstrument (instrumentum publicum, auch instrrumentum notarile) wird die von einem öffentlich – von Kaiser oder Papst – bestellten Notar ausgefertigte Urkunde bezeichnet, die zum gerichtsfähigen Beweis eines Rechtsgeschäfts dient, das in Gegenwart des Notars von den beteiligten Parteien abgeschlossen wurde. Die Authentizität wird durch die Unterschrift des Notars und seine manus publica, seine in seinem Arbeitsgebiet bekannte Handschrift, garantiert (Autographie). Diese Form der Beurkundung entstand in Italien im 12. Jahrhundert im Zusammenhang mit der Rezeption des römischen Rechts an der Universität Bologna, mit den Schriften der Ars dictandi und der Ars notariae standen Handbücher zur Verfügung. Zusätzliche Regelungen konnten durch Statuten der Kommunen und der Notarszünfte festgelegt werden.
Notwendiger Bestandteil der Unterfertigung des Notars war sein Notariatssignet. Die Instrumente entstanden häufig auf der Basis von verknappten Vornotizen, die die Notare in sogenannten Imbreviaturen, den buchförmigen Notarsregistern, aufzeichneten und dann zur Grundlage der mit vollem Formular ausgefertigten Urkunden machen konnten. Diese Imbreviaturen (= abgekürzte Aufzeichnungen) sind selten überliefert und weisen mit Durchstreichungen (Kanzellierungen) von Einzeleinträgen auf eine erfolgte Mundierung hin.
Während in der Provence sich diese Form der Beurkundung schon gegen Ende des 12. Jahrhunderts durchgesetzt hatte, verbreitete sich das Notariatsinstrument nördlich der Alpen erst im 14. Jahrhundert, auch wenn vereinzelt ältere Belege aus dem 13. Jahrhundert aus dem Rheinland und insbesondere Köln (Schreinsbücher) zur Verfügung stehen. Folgte hier die Rezeption des gegenüber der traditionellen Siegelurkunde fortgeschrittenen Notariatswesens vor allem französischen Vorbildern, lief ein anderer Rezeptionsstrang über den Trentiner und Tiroler Raum aufgrund von dessen Nähe zu den oberitalienischen urbanen Zentren und der Lage am alpenquerenden Brennerkorridor. Vor allem im deutschsprachigen Raum von Bozen und Meran ist so seit dem 13. Jahrhundert ein blühendes Notariatswesen entstanden, das erst um die Wende vom 15. zum 16. Jahrhundert von neueren Formen abgelöst wurde.